# Sąsiedzi (serial animowany)
Sąsiedzi (cz. i słow. Pat a Mat oraz ...a je to!; pol. Pat i Mat oraz ...i to wszystko!) – czechosłowacki, od 1993 czeski lalkowy serial animowany opowiadający o perypetiach dwóch nieudolnych majsterkowiczów, Pata i Mata. Został stworzony w dniu 12 sierpnia 1976 przez reżysera filmu Lubomíra Beneša oraz scenarzystę i scenografa Vladimíra Jiránka.

## O serialu
Serial przedstawia dwóch bohaterów stawiających czoło problemom i próbujących je rozwiązać samodzielnie za pomocą prostych narzędzi, co zawsze jest przyczyną jeszcze większych problemów. Mimo wszystko, bohaterowie są zadowoleni z wyniku swojej ciężkiej pracy.
Niezręczność manualna to główny motyw serialu. Obok humoru, cechą filmu jest także optymistyczne podejście do życia. Dwójka bohaterów zawsze podejmuje wyzwanie i nie poddaje się, aż znajdzie rozwiązanie problemu.
Początkowo tytułowi sąsiedzi mieszkają w bloku (odc. 1–10, 14, 16, 18-19, 21, 23, 26, 28, 50), w niektórych odcinkach spędzają czas na wsi (odc. 12–13, 15, 17, 22, 25, 27, 29, 79–91). Potem w dwóch domach typu „klocek” (odc. 30–49) i w domu typu „bliźniak” (odc. 51–78, 92–130). W odcinku „Przeprowadzka” Pat i Mat przeprowadzają się na wieś, natomiast w odcinku „Śniadanie na trawie” Pat i Mat jadą na majówkę. W odcinku „Deszcz” Pat i Mat załatali dach, ale lina zablokowała otwieranie drzwi i domek został kompletnie zdemolowany, jednak w odcinku „Łyżwy”, powstał nowy domek.
Muzykę do serialu skomponowali: Luboš Fišer (odc. 1), Petr Skoumal (odc. 2-91, jest autorem najsłynniejszych melodii serialu) i Zdeněk Zdeněk (od odc. 92).

## Bohaterowie
W serialu bohaterów jest tylko dwóch. Nie wyemitowano jeszcze odcinka, w którym bohaterowie posługiwali się dialogami (z wyjątkiem emisji holenderskiej, w której tytułowym postaciom głosu użyczyli Kees Prins i Siem van Leeuwen), czy występowałyby więcej lub mniej niż dwie osoby. W niektórych odcinkach są momenty, gdzie na początku epizodu pojawia się jeden bohater, a potem drugi. W odcinku pilotażowym postacie nie noszą czapek i mają brwi.
- Pat – ma łysą i bardziej zaokrągloną głowę, duży nos i półokrągłe, wystające uszy. Na głowie nosi niebieski beret z antenką. Zawsze nosi żółtą bluzkę, niebieskie dżinsy o wielkim rozmiarze oraz czarne (pierwotnie brązowe) buty. W niektórych odcinkach 6 serii jego bluzka była nieco większa.
- Mat – jest łysym mężczyzną, trochę wyższy i chudszy od sąsiada. Ma jajowatą głowę, wielki, wyższy nos oraz wystające, półowalne uszy. Nosi czerwoną bluzę, z przerwą w odcinkach 2–29, kiedy to nosił bluzę szarą. Nosi też na głowie niewielką zimową czapkę w biało-niebieskie, ustawione poziomo paski (w serii 1–5 wzory) z białym pomponem, a także niebieskie, szerokie dżinsy i czarne buty.

## Historia

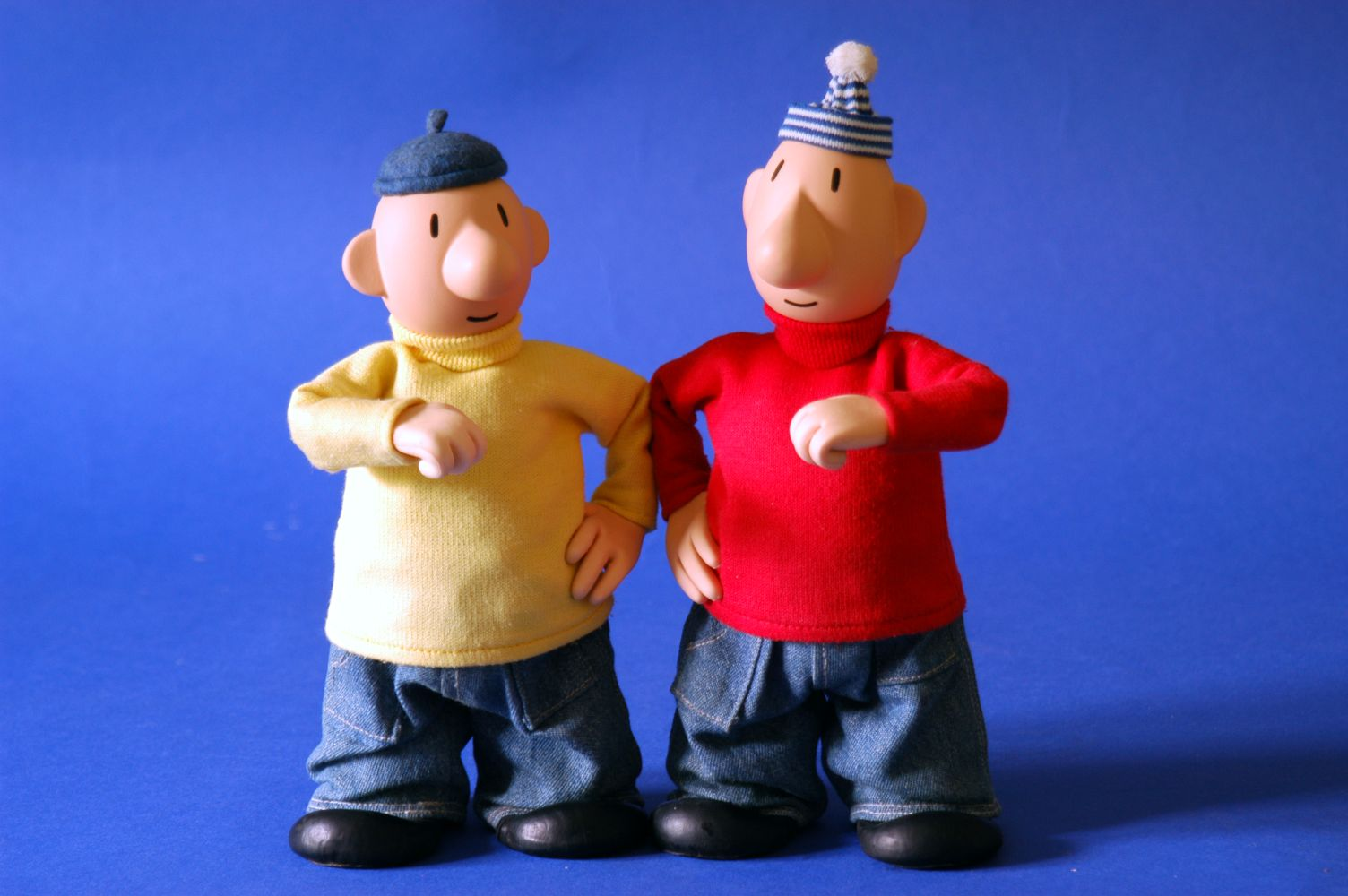
Pat (w żółtej bluzce) i Mat (w czerwonej bluzce)

Dwójka bohaterów pierwszy raz pojawiła się w krótkim filmie pt. Kuťáci (dosłownie Druciarze, w Polsce jako Monterzy) w 1976. Później w latach 1979–1985 wystąpili w serialu telewizyjnym pt. A je to! (dosł. I to wszystko!, w Polsce ten tytuł się nie przyjął). Pat i Mat zostali „ochrzczeni” w 1989, serial został też przemianowany na Pat a Mat. Nowa nazwa serialu jest używana do dzisiaj.
Autorzy myśleli o stworzeniu komedii dla widzów dorosłych, ale serial stał się popularny wśród widzów w każdym wieku. W Czechosłowacji, pierwsze 35 odcinków mogło być wyprodukowane tylko jako 7-minutowe programy dla dzieci.
Kontrowersje wzbudziły kolory bluzek bohaterów. Porównywano je do dwóch skłóconych, komunistycznych mocarstw. Czerwona bluzka Mata miała symbolizować ZSRR, zaś żółta Pata miała symbolizować Chiny. Dlatego zakazano emisji odcinków z lat 1979-1985 w Czechach. Serial nadal produkowano w Pradze, lecz na zlecenie słowackie.
Początkowo, serial nie był emitowany w telewizji. Premierę w czechosłowackiej telewizji serial miał dopiero 23 listopada 1982 r.
Serial zdobył popularność w Europie. Był nadawany w krajach Unii Europejskiej.
Po rozpadzie Czechosłowacji, Lubomír Beneš (zmarły w 1995) założył własne studio filmowe aiF w Pradze w 1990. Dzięki pomocy finansowej z zewnątrz, Beneš i jego zespół nakręcił 14 nowych odcinków.
W 1999 roku, cztery lata po śmierci Lubomíra Beneša, jego studio zbankrutowało, a odcinek 50, nigdy nie został oficjalnie wydany.
W 2002 wznowiono po kilkuletniej przerwie produkcję serialu. Najnowsze odcinki zostały zrealizowane przez wytwórnię Atéliery Bonton Zlín oraz przez mniejsze studia produkujące dla zlinskiej wytwórni: Anima i patmat s.r.o. Reżyserem w odcinkach ze studia Pat Mat jest syn Lubomíra Beneša, Marek Beneš. Wytwórnia ze Zlina nakręciła 9 nowych odcinków, Anima 7 odcinków, a patmat s.r.o. najwięcej, bo aż 12 odcinków. W poprzednich seriach niektóre odcinki były zakończone słynnymi porażkami bohaterów, lecz w przeciwieństwie do nich, filmiki te charakteryzują się szczęśliwym zakończeniem, choć kilka stanowi wyjątek.
W 2009 na festiwalu w Zlinie wyemitowano premierowy odcinek nowej serii. Marek Beneš i jego współpracownicy do 2015 roku stworzyli i zatwierdzili do emisji 13 nowych odcinków.
Od 2018 do 2020 roku, studia Patmat film i Steamworks Creative nakręciły 39 nowych odcinków. Część z nich została wydana przez Telewizję Polską w latach 2019–2020.

### Niepublikowany odcinek
Odcinek 50. pt. Karty, nakręcony w latach 1997–1998 przez część członków oryginalnego aiF Studio miał być początkiem nowego formatu serialu. Został napisany, wyreżyserowany i zanimowany przez Františka Vášę. W przeciwieństwie do wcześniejszych odcinków został nakręcony w formacie panoramicznym (16:9), a także posiadał nową czołówkę i napisy końcowe. Odcinek został pierwotnie wyprodukowany jako standardowy 8-minutowy odcinek, ale próba wejścia na rynek amerykański sprawiła, że zespół produkcyjny wydłużył jego długość (do 12 i pół minuty) i dodał angielskie dialogi. Postaciom głosu użyczyli aktorzy David Nykl i Peter Alton. Odcinek został zdubbingowany tylko w języku angielskim, podczas gdy wersja cicha została porzucona.
Pierwotnym planem studia było kręcenie kolejnych odcinków nowej serii, z możliwością powstania odcinków półgodzinnych oraz filmu fabularnego w przyszłości. Jednak projekty te nigdy nie zostały zrealizowane ze względu na bankructwo i zamknięcie studia, które było wynikiem zerwania relacji pomiędzy członkami kierownictwa studia a spadkobiercami autorów. Ich spory pojawiły się, gdy 14 odcinków wyprodukowanych wcześniej przez aiF Studio trafiło do Korei Południowej, a według spadkobierców Jiránka i Beneša, autorzy nie otrzymali odpowiedniego wynagrodzenia za sprzedaż. Kolejny spór o prawa do dystrybucji miał miejsce w Pradze, gdzie członkowie studia nie mogli dojść do porozumienia. W końcu członek zarządu z Zürichu oraz światowy dystrybutor zerwał wszystkie kontakty ze swoimi byłymi kolegami w Pradze. Lubomír Beneš zmarł w 1995 roku, a pozostałe kierownictwo aiF Studio nie mogło uzyskać praw do postaci z powodu sporów z jego spadkobiercami. Z powodu tych okoliczności odcinek Karty nigdy nie został wydany ani rozpowszechniony w Czechach i w większości świata, mimo że w 1999 roku został wybrany na udział w konkursie w Annecy. W tym samym roku studio ogłosiło upadłość i zostało ostatecznie zlikwidowane w 2012 roku.
Chociaż odcinek został wycofany z dystrybucji, zrzut ekranu z niego został opublikowany na stronie internetowej aiF Studio. Były zarząd w Pradze założył później nowe studio w tej samej lokalizacji, zajmujące się animacją, i publikując jednocześnie więcej zrzutów ekranu na swojej stronie internetowej, które ostatecznie zostały zastąpione krótkim, cichym klipem z odcinka. Odcinek został przesłany do YouTube w 2014 roku, a jego źródło pochodzi z południowokoreańskiego VHS wydanego przez siostrzaną firmę aiF Asia w październiku 2002 roku. Jest to jedyny znany przykład, gdzie ten odcinek został wydany na nośniku wideo. Został wydany z angielskimi napisami i usuniętą czołówką oraz napisami końcowymi. Czołówka została przesłana w 2020 roku z tego samego źródła. Wraz z likwidacją aiF w 2012 roku, odcinek został przeniesiony do Czech Film Archive (NFA). Odcinek w całości z czołówką i napisami końcowymi w wysokiej jakości został odnaleziony i opublikowany do internetu w lipcu 2024. W sierpniu 2025 jednak, wraz z publikacją odcinka na oficjalnym kanale serialu, oryginalna publikacja została usunięta, a filmy z koreańskiej kasety ukryte.

## Cenzura

### Czechosłowacja
Chociaż seria miała na celu całkowicie unikać politycznych nawiązań i alegorii to będący swego rodzaju pilotem serialu krótki film, Kuťáci, wzbudził oburzenie wśród komunistycznych cenzorów w Pradze. Film był również pokazywany za granicą, gdzie spotkało się z kontrowersją, że kolory koszulek bohaterów, czerwony i żółty, zostały wybrane w celu wyśmiewania napiętych Sowiecko-Chińskich relacji, gdzie czerwone reprezentowało ZSRR, a żółte Chiny. W związku z tym autorzy w odcinkach wyprodukowanych w latach 1979–1985 byli zmuszeni zmienić koszulę Mata z czerwonej na szarą. Ostatnim odcinkiem, gdzie Mat nosi szarą koszulkę jest „Jabłko” z 1985 roku. Po upadku reżimu komunistycznego postać Mata od odcinka „Klucz” z 1989 roku ponownie zyskała czerwoną koszulkę. Chociaż autorzy chcieli kontynuować serię po pierwszym filmie, jednak studio Krátký film nie zgodziło na jego produkcję. Powodem było to, że forma filmu Kuťáci  nie była zgodna z ówczesną polityką kulturową i obyczajową. Jednak ze względu na zainteresowanie kolejnymi odcinkami przez Słowacką Telewizję w Bratysławie, wyprodukowano dla nich 28 odcinków, które odniosły wielki sukces. Od 1989 roku seria jest ponownie produkowana w Pradze.

### Szwajcaria
W Szwajcarii włodarze telewizji dla dzieci z niemieckojęzycznej stacji Schweizer Fernsehen zakazali emisji niektórych odcinków ponieważ zawierały one duże ilości slapsticku, które uznali za „zbyt niebezpieczne”. Jednakże te same odcinki były pokazywane bez problemu przez kanały francuskojęzyczne i włoskojęzyczne.

### Emisje na Fox Kids
W 2003 roku Fox Kids Europa wykupiło prawa od Ateliéry Bonton Zlín do emisji odcinków 2–26 (prawdopodobnie również 27–35) na kanale Fox Kids w kilku krajach, w tym Czechy, Słowacja, Polska, Węgry, Niemcy, Grecja, Portugalia i Brazylia. Seria miała zmienioną czołówkę i końcówkę, a większość scen, w których postacie używają ostrych narzędzi (takich jak nóż czy kombinerki) lub zawierają zbyt „przesadny” slapstick, zostały wycięte. Późniejsze emisje pozostawiły oryginalną czołówkę z powrotem, ale zastąpiły końcówkę lektorem ostrzegającym przed naśladowaniem zachowań postaci serialu.

### Iran
W listopadzie 2008 roku na kanale IRIB TV2 doszło do przypadkowej emisji nieocenzurowanej wersji odcinka „Winiarze”, w którym główni bohaterowie przygotowują alkohol z winogron, a następnie go konsumują, w wyniku czego doprowadziło to do zwolnienia trzech pracowników irańskiej telewizji. W lipcu 2020 roku powtórzyło się to w lokalnym kanale Qom. W oświadczeniu publicznych relacji Centralnego Radia i Telewizji Qom, kanał przeprosił za wyemitowanie tego odcinka i poinformował, że w celu zrekompensowania tego błędu, pracownicy, którzy nieumyślnie to zrobili, zostali upomnieni przez dyrektora generalnego ośrodka. Wszystkie emisje odcinków takich jak Modelarze, Klucz, Dach i Winiarze na kanałach IRIB Nahal i TeleWebion zostały przerobione tak, aby usunąć lub zmienić sceny pokazujące alkohol, podczas gdy w scenach z odcinka Pralka, w których widać posąg nagiej kobiety, została ona zamazana.

### Bliski Wschód
Kilka arabskojęzycznych stacji telewizyjnych na Bliskim Wschodzie emitowało mocno okrojoną wersję serialu pod nazwą „سويلم و عبيد” (Sawilem i Obaid). Ta wersja serii zawiera całkowicie przerobioną czołówkę i końcówkę wraz z innymi ważnymi zmianami takimi jak całkowite usunięcie ścieżki dźwiękowej Petra Skoumala, zachowując efekty dźwiękowe tylko wtedy gdy nie towarzyszyła im muzyka odtwarzając je w przeciwnym razie (aczkolwiek w nieudolny sposób), dodanie narratora, oraz obecność pełnego dubbingu głosowego dla obu postaci. Ten dubbing zawiera ocenzurowaną wersję odcinka „Winiarze”, która ucina zakończenie odcinka, pomijając scenę w której obaj główni bohaterowie spożywają alkohol.

## Spis odcinków
| Nr odcinka | Rok produkcji | Polski tytuł (Oficjalny tytuł) \ Polski tytuł (Domo TV/Fokus TV/TVP ABC) | Czeski tytuł 1979–1985 (słowacki tytuł), czeski tytuł od 1989 | Reżyser odcinka    |
| ---------- | ------------- | ------------------------------------------------------------------------ | ------------------------------------------------------------- | ------------------ |
| 1          | 1976          | Monterzy \ Fachowcy \ Obiad \ Gotowanie                                  | Kuťáci                                                        | Lubomír Beneš      |
| 2          | 1979          | Tapety                                                                   | Tapety                                                        | Lubomír Beneš      |
| 3          | 1979          | Warsztat                                                                 | Dílna (Dielňa)                                                | Lubomír Beneš      |
| 4          | 1979          | Dywan                                                                    | Koberec                                                       | Lubomír Beneš      |
| 5          | 1979          | Bujane krzesło \ Fotel na biegunach                                      | Houpací křeslo (Hojdacie kreslo)                              | Lubomír Beneš      |
| 6          | 1979          | Obraz                                                                    | Obraz                                                         | Lubomír Beneš      |
| 7          | 1979          | Garaż \ Wredny Garaż                                                     | Garáž                                                         | Lubomír Beneš      |
| 8          | 1979          | Światło \ Problem z oświetleniem                                         | Světlo (Svetlo)                                               | Lubomír Beneš      |
| 9          | 1981          | Gramofon                                                                 | Gramofon (Gramofón)                                           | Lubomír Beneš      |
| 10         | 1981          | Grill                                                                    | Grill                                                         | Lubomír Beneš      |
| 11         | 1982          | Przeprowadzka \ Meble na działkę                                         | Stěhování (Sťahovanie)                                        | Lubomír Beneš      |
| 12         | 1982          | Woda \ Wyschnięta studnia                                                | Voda                                                          | Lubomír Beneš      |
| 13         | 1982          | Ogród                                                                    | Zahrádka (Záhradka)                                           | Lubomír Beneš      |
| 14         | 1982          | Malowanie \ Malarze                                                      | Malování (Maľovanie)                                          | Lubomír Beneš      |
| 15         | 1982          | Lotniarze \ Skoczkowie                                                   | Skokani                                                       | Lubomír Beneš      |
| 16         | 1982          | Krzyżówka                                                                | Křížovka (Krížovka)                                           | Lubomír Beneš      |
| 17         | 1983          | Budka \ Domek dla ptaków                                                 | Budka (Búdka)                                                 | Lubomír Beneš      |
| 18         | 1983          | Wielkie pranie \ Duże pranie                                             | Velké prádlo (Veľké pranie)                                   | Lubomír Beneš      |
| 19         | 1983          | Siłownia \ Domowe ćwiczenia \ Urodzeni sportowcy                         | Tělocvična (Telocvičňa)                                       | Lubomír Beneš      |
| 20         | 1983          | Śniadanie na trawie \ Majówka                                            | Snídaně v trávě (Raňajky v tráve)                             | Lubomír Beneš      |
| 21         | 1983          | Pralka                                                                   | Pračka (Práčka)                                               | Lubomír Beneš      |
| 22         | 1983          | Deszcz                                                                   | Déšť (Dážď)                                                   | Lubomír Beneš      |
| 23         | 1984          | Wycieczka \ Wycieczka za miasto                                          | Výlet                                                         | Lubomír Beneš      |
| 24         | 1984          | Winiarze \ Winnica \ Winobranie                                          | Vinaři (Vinári)                                               | Lubomír Beneš      |
| 25         | 1984          | Łyżwy \ Łyżwiarze                                                        | Brusle (Korčule)                                              | Lubomír Beneš      |
| 26         | 1984          | Fortepian \ Pianino                                                      | Klavír                                                        | Lubomír Beneš      |
| 27         | 1985          | Garncarze \ Nie święci garnki lepią                                      | Hrnčíři (Hrnčiari)                                            | Lubomír Beneš      |
| 28         | 1985          | Telewizor \ Usterka                                                      | Porucha                                                       | Lubomír Beneš      |
| 29         | 1985          | Jabłko \ Jabłko Wilhelma Tella                                           | Jablko                                                        | Lubomír Beneš      |
| 30         | 1989          | Klucz                                                                    | Klíč                                                          | Lubomír Beneš      |
| 31         | 1989          | Meble \ Wielkie zakupy                                                   | Nábytek                                                       | Lubomír Beneš      |
| 32         | 1990          | Kosiarka                                                                 | Sekačka                                                       | Lubomír Beneš      |
| 33         | 1990          | Generalne porządki \ Śmieci                                              | Generální úklid                                               | Lubomír Beneš      |
| 34         | 1990          | Dach                                                                     | Střecha                                                       | Lubomír Beneš      |
| 35         | 1990          | Drzwi                                                                    | Dveře                                                         | Lubomír Beneš      |
| 36         | 1992          | Herbatniki \ Placuszki                                                   | Sušenky                                                       | Marek Beneš        |
| 37         | 1992          | Brama \ Garaż \ Drzwi garażowe                                           | Vrata                                                         | Lubomír Beneš      |
| 38         | 1992          | Rowerzyści                                                               | Cyklisti                                                      | Lubomír Beneš      |
| 39         | 1992          | Kafelki \ Płytki \ Glazura                                               | Dlaždice                                                      | Lubomír Beneš      |
| 40         | 1992          | Parkiet \ Parkiety \ Podłoga                                             | Parkety                                                       | Lubomír Beneš      |
| 41         | 1992          | Rynna \ Malowanie rynny                                                  | Okap                                                          | Marek Beneš        |
| 42         | 1992          | Kabriolet                                                                | Kabriolet                                                     | Lubomír Beneš      |
| 43         | 1994          | Awaria                                                                   | Nehoda                                                        | Lubomír Beneš      |
| 44         | 1994          | Bilard \ Stół bilardowy                                                  | Kulečník                                                      | Lubomír Beneš      |
| 45         | 1994          | Żywopłot                                                                 | Živý plot                                                     | Lubomír Beneš      |
| 46         | 1994          | Sejf                                                                     | Trezor                                                        | Lubomír Beneš      |
| 47         | 1994          | Błotnik                                                                  | Blatník                                                       | Lubomír Beneš      |
| 48         | 1994          | Modelarze                                                                | Modeláři                                                      | Lubomír Beneš      |
| 49         | 1994          | Windsurfing                                                              | Windsurfing                                                   | Lubomír Beneš      |
| 50         | 1997          | Karty                                                                    | Karty                                                         | František Váša     |
| 51         | 2002          | Puzzle                                                                   | Puzzle                                                        | Marek Beneš        |
| 52         | 2003          | Domowe grillowanie                                                       | Opekaji spekáčky                                              | Ladislav Pálka     |
| 53         | 2003          | Dekarze \ Naprawa dachu                                                  | Opravují střechu                                              | Ladislav Pálka     |
| 54         | 2003          | Wspólna fotografia \ Czarna skrzynka                                     | Černá bedýnka                                                 | Vlasta Pospíšilová |
| 55         | 2003          | Meble na kółkach                                                         | Kolečka                                                       | Vlasta Pospíšilová |
| 56         | 2003          | Psia buda                                                                | Psí bouda                                                     | Milan Šebesta      |
| 57         | 2003          | Malowanie podłogi \ Kłopoty z podłogą                                    | Natírají podlahu                                              | Ladislav Pálka     |
| 58         | 2003          | Szklarnia                                                                | Skleník                                                       | Marek Beneš        |
| 59         | 2003          | Huśtawka                                                                 | Houpačka                                                      | Marek Beneš        |
| 60         | 2003          | Pułapka na myszy \ Niespodziewany gość                                   | Nezvaný návštěvník                                            | Marek Beneš        |
| 61         | 2003          | Ochroniarze                                                              | Bodygárdi                                                     | Marek Beneš        |
| 62         | 2003          | Malowanie okien                                                          | Natírají okna                                                 | Marek Beneš        |
| 63         | 2003          | Pisanka                                                                  | Velikonoční vajíčko                                           | Vlasta Pospíšilová |
| 64         | 2003          | Dbałość o linię \ Sposób na odchudzanie                                  | Štíhlá linie                                                  | Vlasta Pospíšilová |
| 65         | 2003          | Automat do napojów                                                       | Automat                                                       | Marek Beneš        |
| 66         | 2003          | Tor samochodowy                                                          | Autodráha                                                     | Marek Beneš        |
| 67         | 2003          | Akwarium                                                                 | Akvárium                                                      | Marek Beneš        |
| 68         | 2003          | Dynia                                                                    | Zavařují                                                      | Ladislav Pálka     |
| 69         | 2003          | Pragnienie latania \ Lotnia                                              | Rogalo                                                        | Ladislav Pálka     |
| 70         | 2003          | Wigilia                                                                  | Vánočka                                                       | Milan Šebesta      |
| 71         | 2003          | Gorączka \ Opiekun                                                       | Stůňou                                                        | Ladislav Pálka     |
| 72         | 2003          | Faks                                                                     | Fax                                                           | Josef Lamka        |
| 73         | 2003          | Truskawki                                                                | Jahody                                                        | Vlasta Pospíšilová |
| 74         | 2004          | Golfiarze \ Golf                                                         | Hrají golf                                                    | Ladislav Pálka     |
| 75         | 2004          | Złośliwa zakrętka \ Gdzieś to wpadło                                     | Někam to zapadlo                                              | Vlasta Pospíšilová |
| 76         | 2004          | Budowa basenu \ Basen                                                    | Kopají bazén                                                  | Marek Beneš        |
| 77         | 2004          | Jak powiesić obraz?                                                      | Věší krajinu                                                  | Marek Beneš        |
| 78         | 2004          | Choinka                                                                  | Vánoční stromeček                                             | Marek Beneš        |
| 79         | 2009          | Łóżko \ Łóżka                                                            | Postele                                                       | Marek Beneš        |
| 80         | 2011          | Wodociąg \ Hydraulicy                                                    | Vodovod                                                       | Marek Beneš        |
| 81         | 2011          | Talerze \ Papierowa zastawa                                              | Papírový servis                                               | Marek Beneš        |
| 82         | 2011          | Projektor                                                                | Promítačka                                                    | Marek Beneš        |
| 83         | 2012          | Odkurzacz                                                                | Vysavač                                                       | Marek Beneš        |
| 84         | 2012          | Basen                                                                    | Bazén                                                         | Marek Beneš        |
| 85         | 2012          | Podłoga                                                                  | Podlaha                                                       | Marek Beneš        |
| 86         | 2013          | Sucha gałąź \ Gałąź \ Suche drzewo                                       | Suchý strom                                                   | Marek Beneš        |
| 87         | 2014          | Sok pomarańczowy \ Wyciskarka do soku                                    | Pomerančová šťáva                                             | Marek Beneš        |
| 88         | 2014          | Rower treningowy                                                         | Rotoped                                                       | Marek Beneš        |
| 89         | 2015          | Kaktus                                                                   | Kaktus                                                        | Marek Beneš        |
| 90         | 2015          | Płytki łazienkowe \ Płytki                                               | Obkladačky                                                    | Marek Beneš        |
| 91         | 2015          | Osłona przeciwsłoneczna \ Cień słońca                                    | Sluneční clona                                                | Marek Beneš        |
| 92         | 2018          | Pszczoły                                                                 | Včely                                                         | Marek Beneš        |
| 93         | 2018          | Słoneczna Kosiarka \ Kosiarka                                            | Solární sekačka                                               | Marek Beneš        |
| 94         | 2018          | Kret                                                                     | Krtek                                                         | Marek Beneš        |
| 95         | 2018          | Ogrodzenie \ Płot                                                        | Plot                                                          | Marek Beneš        |
| 96         | 2018          | Zapchany komin \ Komin                                                   | Ucpaný komín                                                  | Marek Beneš        |
| 97         | 2018          | Elektrownia \ Wiatrak                                                    | Elektrárna                                                    | Marek Beneš        |
| 98         | 2018          | Skalniak                                                                 | Skalka                                                        | Marek Beneš        |
| 99         | 2018          | Rodeo                                                                    | Rodeo                                                         | Marek Beneš        |
| 100        | 2018          | Karuzela                                                                 | Kolotoč                                                       | Marek Beneš        |
| 101        | 2018          | Zmywarka                                                                 | Myčka                                                         | Marek Beneš        |
| 102        | 2018          | Zapchany zlew                                                            | Odpad                                                         | Marek Beneš        |
| 103        | 2018          | Schody                                                                   | Schody                                                        | Marek Beneš        |
| 104        | 2018          | Kamera                                                                   | Kamera                                                        | Marek Beneš        |
| 105        | 2018          | Odśnieżanie \ Kataklizm                                                  | Kalamita                                                      | Marek Beneš        |
| 106        | 2018          | Lampki Świąteczne \ Lampki \ Świąteczne dekoracje                        | Vánoční světýlka                                              | Marek Beneš        |
| 107        | 2018          | Sauna                                                                    | Sauna                                                         | Marek Beneš        |
| 108        | 2018          | Szopka \ Betlejem                                                        | Betlém                                                        | Marek Beneš        |
| 109        | 2018          | Drzewko \ Choinka                                                        | Stromeček                                                     | Marek Beneš        |
| 110        | 2018          | Prezenty                                                                 | Dárky                                                         | Marek Beneš        |
| 111        | 2018          | Sylwester                                                                | Silvestr                                                      | Marek Beneš        |
| 112        | 2019          | Świąteczna kartka                                                        | Novoroční přání                                               | Marek Beneš        |
| 113        | 2019          | Sałatka kartoflana                                                       | Bramborový salát                                              | Marek Beneš        |
| 114        | 2019          | Karp                                                                     | Kapr                                                          | Marek Beneš        |
| 115        | 2019          | Domek z piernika                                                         | Perníková chaloupka                                           | Marek Beneš        |
| 116        | 2019          | Ślizgawica                                                               | Ledovka                                                       | Marek Beneš        |
| 117        | 2019          | Iglo                                                                     | Iglú                                                          | Marek Beneš        |
| 118        | 2019          | Naleśniki                                                                | Palačinky                                                     | Marek Beneš        |
| 119        | 2019          | Maszyna latająca \ Latająca maszyna                                      | Létající stroj                                                | Marek Beneš        |
| 120        | 2019          | Popcorn \ Prażona kukurydza                                              | Popcorn                                                       | Marek Beneš        |
| 121        | 2019          | Nowa kuchnia \ Meble                                                     | Nová kuchyně\ Nábytek                                         | Marek Beneš        |
| 122        | 2019          | Myjnia \ Automyjnia                                                      | Automyčka                                                     | Marek Beneš        |
| 123        | 2019          | Zbiory \ Jabłka                                                          | Sklizeň                                                       | Marek Beneš        |
| 124        | 2019          | Foto pułapka                                                             | Fotopast                                                      | Marek Beneš        |
| 125        | 2020          | Produkcja lodu                                                           | Výroba ledu                                                   | Marek Beneš        |
| 126        | 2020          | Tuba pocztowa \ Rura pocztowa                                            | Potrubní pošta                                                | Marek Beneš        |
| 127        | 2020          | Grill \ Podwórkowe grillowanie                                           | Barbecue                                                      | Marek Beneš        |
| 128        | 2020          | Pizza                                                                    | Pizza                                                         | Marek Beneš        |
| 129        | 2020          | Chleb                                                                    | Chleba                                                        | Marek Beneš        |
| 130        | 2020          | Automatyczne drzwi \ Drzwi garażowe                                      | Garážová vrata                                                | Marek Beneš        |

## Filmy pełnometrażowe
| Tytuł                        | Rok  | Czas   | Reżyser  | Premiera filmu    |
| ---------------------------- | ---- | ------ | -------- | ----------------- |
| Pat a Mat ve filmu           | 2016 | 80 min | M. Beneš | 31 marca 2016     |
| Pat a Mat znovu v akci       | 2018 | 70 min | M. Beneš | 7 czerwca 2018    |
| Pat a Mat: Zimní radovánky   | 2018 | 60 min | M. Beneš | 22 listopada 2018 |
| Pat a Mat: Kutilské trampoty | 2019 | 62 min | M. Beneš | 5 grudnia 2019    |

## Gra komputerowa
W 2008 w czeskim studiu Centauri Production powstała także gra komputerowa pt. Pat & Mat: The Game (po polsku: Pat i Mat: Gra). Wydana na świecie w sierpniu 2009, a w Polsce w marcu 2010 r. Jest to gra logiczno-przygodowa, w której gracz przejmuje sterowanie nad głównymi bohaterami. Celem gry jest rozwiązywanie codziennych problemów technicznych. Niekiedy należy przełączać się między postaciami. Rozgrywka staje się jeszcze trudniejsza, ponieważ każdy z głównych bohaterów dysponuje różnymi zdolnościami i umiejętnościami. Sąsiedzi zachowują się tak samo jak w serialu, razem z mimiką i gestami. W grze została zaimplementowana także charakterystyczna ścieżka dźwiękowa.

## Bohaterowie poza serialem

### Reklamy
Sąsiedzi wystąpili też w kilku słoweńskich spotach reklamowych sklepu Merkur. Jeden spot reklamowy trwa około 26 sekund. W jednej reklamie Pat i Mat oglądali mecz w telewizji ubrani w sportowe koszulki. Niestety, zepsuł im się telewizor. Zakupili nowy w sklepie Merkur. W innym Mat odpakowywał prezent spod choinki, z którego wyskoczył Pat. Jest też kilka innych spotów reklamowych związanych z kosiarkami (produkt ze sklepu) oraz z innymi artykułami takimi jak narzędzia dla majsterkowiczów.
W Polsce w 2009 roku Pat i Mat pojawili się w reklamie firmy Link4. Wykorzystano fragment odcinka „Faks”.
W 2012 roku bohaterowie czeskiej bajki wystąpili w reklamie portalu Tablica.pl (obecnie „OLX.pl”). Stworzenie tego materiału pozostawiono samym producentom bajki.